# (29956) 1999 JF91
A (29956) 1999 JF91 a Naprendszer kisbolygóövében található aszteroida. A LINEAR projekt keretében fedezték fel 1999. május 12-én.